# Imre Senkey
Imre Senkey (Perbál, 21 giugno 1898 – Budapest, 1º ottobre 1984) è stato un calciatore e allenatore di calcio ungherese.
Era il fratello maggiore di Gyula Senkey, anch'egli calciatore.

## Carriera

### Giocatore
Da calciatore vinse per cinque volte consecutive il campionato ungherese tra il 1920 e il 1925 con l'MTK.
Tra il 1924 e il 1928 venne schierato 6 volte nella nazionale magiara, debuttando il 31 agosto 1924 nella vittoriosa amichevole di Budapest contro la Polonia, dove i magiari s'imposero per 4–0; affrontò inoltre due volte gli azzurri, nel suo quarto (un'amichevole disputata l'8 novembre 1925 a Budapest, terminata 1–1) e nel suo sesto ed ultimo incontro in nazionale, in una gara valevole per la Coppa Europa disputata il 25 marzo 1928 a Roma, quando l'Italia s'impose per 4-3.

### Allenatore
Iniziò ad allenare in patria il III. Kerületi TVE, che fu anche la sua ultima squadra da calciatore; nel 1931 passò all'MTK Hungária e al primo anno vinse la coppa d'Ungheria.
Successivamente emigrò in Italia, dove avrebbe poi speso la maggior parte del suo tempo lavorativo, allenando Roma, Torino, Fiorentina, Genoa, Modena e Brescia, in due campionati di serie B. Per la squadra torinese contribuì alla promozione in Serie A nella stagione 1959-60, anche se venne esonerato a stagione ancora in corso, sostituito da Giacinto Ellena.